# Historische Gesellschaft für Posen
Die Historische Gesellschaft für Posen bestand von 1885 bis 1945 in Posen.

## Geschichte
1885 gründeten die Archivräte Rodgero Prümers und Adolf Warschauer die Historische Gesellschaft für die Provinz Posen. Diese widmete sich der wissenschaftlichen Erforschung der Geschichte der preußischen Provinz Posen. Dieses bedeutete auch die Erforschung der polnischen Geschichte dieses Gebietes bis ins 18. Jahrhundert. Es gab eine enge Zusammenarbeit mit dem Archiv in Posen und mit der neugegründeten Königlichen Akademie seit 1903.
Nach der Gründung des neuen polnischen Staates 1919 setzte die Gesellschaft ihre Tätigkeit in verkleinertem Umfang fort. 1923 benannte sie sich in Historische Gesellschaft für Posen  um.
Sie bestand bis Anfang 1945.
1950 gründete sich als Nachfolgeorganisation die Historisch-Landeskundliche Kommission für Posen und das Deutschtum in Polen in Marburg, die bis 1993 bestand.

## Mitglieder
1910 hatte die Gesellschaft  1464 Mitglieder, 1927 noch 189.
Vorstand
Vorsitzende
- Dr. Rodgero Prümers, 1885–um 1921
- Dr. Swart, 1928

Weitere Vorstandsmitglieder
- Dr. Adolf Warschauer, 1885–nach 1911, Schriftführer
- Dr. P. Zöckler, 1928, Sekretär

## Publikationen (Auswahl)
Die Gesellschaft gab mehrere Zeitschriften, sowie einige Sonderdrucke heraus
- Zeitschrift der Historischen Gesellschaft für die Provinz Posen, 1885–1923
- Historische Monatsblätter für die Provinz Posen, 1900–1921 PDF
  - Historische Monatsblätter für Posen, 1921–1923
  - Register I–X 1900–1909, 1911 Digitalisat